# Dinami
Dinami är en ort och kommun i provinsen Vibo Valentia i regionen Kalabrien i Italien. Kommunen hade 2 062 invånare (2017).